# Tetragnatha orizaba
Tetragnatha orizaba là một loài nhện trong họ Tetragnathidae.
Loài này thuộc chi Tetragnatha. Tetragnatha orizaba được miêu tả năm 1898 bởi Banks.